# Jytte Hilden
Jytte Hilden (ur. 12 września 1942 w Kopenhadze) – duńska polityk, inżynier i publicystka, parlamentarzystka, w latach 1993–1998 minister.

## Życiorys
Ukończyła w 1966 studia chemiczne na Duńskim Uniwersytecie Technicznym. Pracowała w szkolnictwie, m.in. jako wykładowczyni w Nørre Gymnasium, a także jako redaktor naczelna periodyku „Gymnasieskolen”. W latach 1983–1993 była dyrektorem Roskilde Katedralskole (od 1984 przebywała na długotrwałym urlopie). Autorka lub współautorka publikacji książkowych poświęconych głównie problemom kobiet i rolom społecznym. Opublikowała m.in. Du spiller en rolle – også en kønsrolle (1975), Du skal selv bestemme (1978) i Tøser og tarzaner (1980).
Zaangażowała się w działalność polityczną w ramach Socialdemokraterne. W latach 1979–1981 i 1984–1998 sprawowała mandat deputowanej do Folketingetu. Od stycznia 1993 do grudnia 1996 pełniła funkcję ministra kultury w pierwszym i drugim rządzie Poula Nyrupa Rasmussena. Następnie do marca 1998 była ministrem badań naukowych w trzecim gabinecie tegoż premiera.
W 1998 nie uzyskała poselskiej reelekcji. W latach 1999–2003 zajmowała stanowisko dyrektora do spraw kultury w Det Kgl. Bibliotek. W latach 2008–2010 kierowała think tankiem Cevea.